# Melpomené
Melpomené (görögül: Μελπομένη; jelentése „dal, melódia”) görög mitológiai alak, a tragédia, a dráma és a gyászének múzsája, nyolc nővérével együtt Zeusz főisten és Mnémoszüné istennő lánya. Annak ellenére, hogy alakja a tragédiához kötődik, éneke vidám és örömteli volt.
A művészeti alkotásokon gyakran egyik kezében tragikus maszkot, a másikban kést tartva, koturnuszban – a tragédiában szereplő alakoknak emberfeletti megjelenést kölcsönző, 20–25 cm magas talpú lábbeliben ábrázolják. Fejét cipruskorona díszíti.

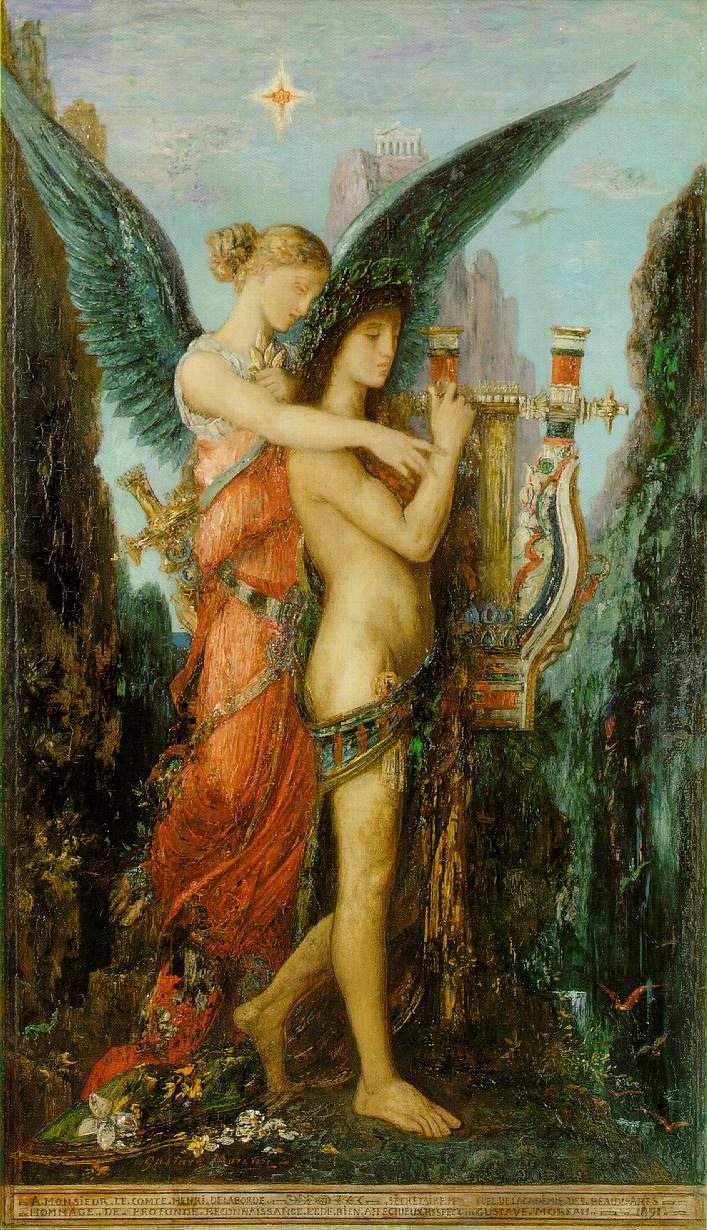
Gustave Moreau: Hésziodosz és a Múzsa, 1891 – olaj, vászon, Musée d'Orsay, Párizs
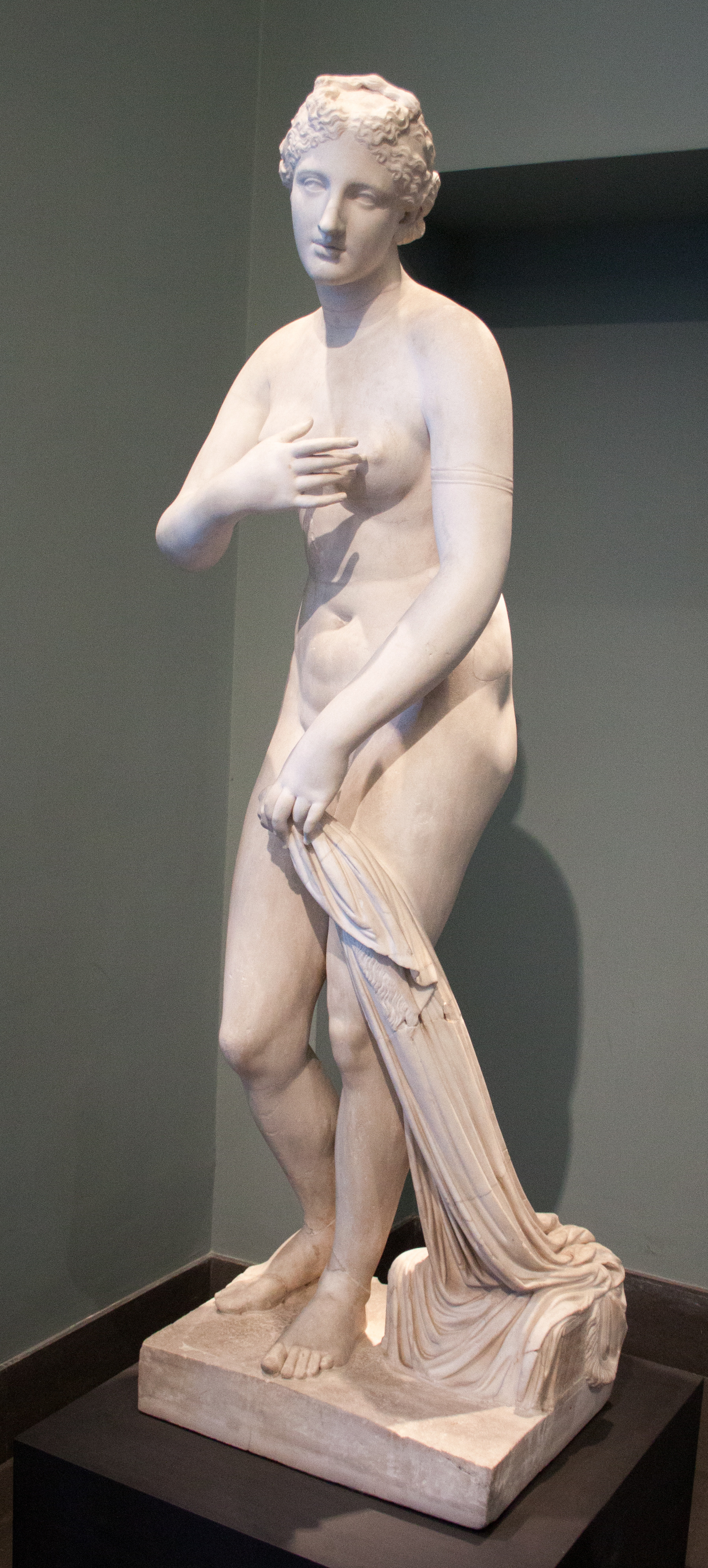
Melpomené szobra a római Palazzo Massimo alle Terme múzeumban. Bal kezében eredetileg tragikus maszkot tartott